# Alain Debiossat
 (octobre 2021).
Alain Debiossat, né en 1958, est un saxophoniste français. Saxophoniste du groupe de jazz-rock Sixun.
Né en 1958 dans les Charentes, Alain Debiossat monte à Paris en 1980 où il étudie au C.I.M. la guitare et le saxophone, ainsi que l'arrangement avec Ivan Jullien. En 1984, il remporte le Prix du Soliste du Concours national de jazz de la Défense, ce qui lui permet de se produire dans de nombreux clubs parisiens avec son quartet "Point G". Il jouera ensuite avec le quintet de Zool Fleischer, le Big Band d'Antoine Hervé.
Alain Debiossat est membre fondateur du groupe Sixun depuis 1984, groupe de jazz-rock des années 1980/90/2000 en compagnie de Paco Séry, Jean-Pierre Como, Michel Alibo, Louis Winsberg et Stéphane Edouard. Il accompagne également l'Orchestre national de Barbès.